# Eficiencia distributiva
En las ciencias políticas y en la economía, especialmente la economía del bienestar,  eficiencia distributiva es un concepto o medida de la eficacia con la cual los bienes y servicios son distribuidos a aquellos que los necesitan u obtienen la mayor  utilidad de los mismos. Es generalmente considerado que Abba Lerner lo introdujo formalmente en su La economía del control (ver bibliografía).

## Consideraciones generales e implicaciones
Lerner se aproxima a la problemática desde el utilitarismo  y el estudio marginalista.
Lerner percibe la problemática del área como un contraste entre el derroche y la eficiencia económica. Desde ese punto de vista comienza por proponer o establecer tres conceptos básicos: Eficiencia productiva, eficiencia asignativa (allocative efficiency) y eficiencia distributiva. El primero se refiere a la asignación de los recursos productivos a fin de obtener el máximo de provecho de ellos. Paralelo y complementando esa eficiencia productiva esta la eficiencia distributiva.   En otras palabras, Lerner sugiere que no puede haber una verdadera eficiencia económica a menos que los productos de esas actividades sean distribuidos eficientemente. El argumento se puede reseñar así: no se puede sugerir que los recursos están siendo asignados y utilizados eficientemente a menos que sean usados para satisfacer necesidades en forma eficiente. Y esa satisfacción eficiente de necesidades no puede lograrse a menos que la distribución de bienes y servicios producidos sea eficiente.
En términos más generales Lerner percibe la eficiencia económica o social como siendo eficiencia asignativa: aquella que se refiere a la distribución tanto de los recursos entre las diferentes sectores productivos como al producto entre los diferentes consumidores, en ambos casos con el fin de asegurar su uso más eficiente.
Como todo lo anterior sugiere, para Lerner la eficiencia distributiva demanda o requiere que los consumidores posean condiciones reales de satisfacer sus necesidades y deseos (es decir, ingresos similares) En las palabras de Lerner: «Si se considera deseable distribuir en forma eficiente un total de ingresos dado —proveer, donde sea posible, una mayor más bien que una menor utilidad marginal— ese objetivo es obtenible solo a través de una distribución del ingreso que iguale todas las utilidades marginales del ingreso... esa es la condición para la distribución eficiente de los ingresos».
Lo anterior establece el concepto de «distribución óptima del ingreso»: aquella que lleva al uso más eficiente del producto económico general, y a través de eso, al uso más eficiente de los factores de producción en una economía dada. Para Lerner, la distribución óptima del ingreso no es —en la práctica— totalmente igual, pero tiende a ello (ver más abajo). Esta posición dio lugar a un gran debate con Milton Friedman, ver bibliografía.
En la práctica económica, el concepto se considera relacionado con desigualdad de ingreso, etc., y se mide ya sea a través del índice de Gini; índice de Atkinson y el índice de desarrollo humano.

## Bases teóricas del concepto

### Utilidad y rendimientos decrecientes
El concepto de eficiencia distributiva se basa en la  ley de la utilidad marginal decreciente o  Primera ley de Gossen. De acuerdo con esta ley económica, cada vez que una persona obtiene más dinero para gastar, va a comprar cosas que le dan una utilidad cada vez menor. Por ejemplo si una persona recibe una cierta cantidad de dinero, lo utilizará para obtener el máximo de utilidad —posiblemente a través de «cambiarlo» por algún otro bien o servicio—. La siguiente cantidad de dinero será utilizada para satisfacer la necesidad o deseo que sea el segundo favorito. y así sucesivamente. Ese proceso continúa mientras la persona continúe recibiendo cantidades adicionales, pero con cada una se satisface algo un poco menos deseable que lo anterior. Eventualmente la persona comienza a elegir por no otra razón que curiosidad. Es incluso posible que, al final, la persona atenderá deseos que no le satisfacen en absoluto.
Lerner aplica lo anterior al estudio de la distribución del ingreso en la sociedad. La ley de la utilidad marginal decreciente implica que las personas más pobres recibirán más utilidad de dinero adicional para el gasto que los ricos. Por ejemplo, si a una familia sin hogar obtiene el dinero suficiente como para comprar una casa, lo utilizara para darse cobijo permanente a sí mismos. Si una persona muy rica obtiene lo mismo, es posible que lo use para obtener una residencia de vacaciones que solo utilizará un par de semanas al año.
Así, la utilidad agregada se maximiza mediante la redistribución de la riqueza desde los ricos a los pobres, y el estado de utilidad óptima sería la igualdad económica perfecta. En las palabras de Lerner: «Si se desea maximizar la satisfacción total de una sociedad, el procedimiento racional es que los ingresos se dividen de forma igualitaria» (Lerner, op. cit. p 32). En otras palabras, si se nos da una cantidad fija de riqueza y un grupo de personas para su distribución, podemos maximizar la felicidad total al dividir la riqueza en partes iguales entre los miembros de ese grupo.

## Críticas

### Aspecto ético
La propuesta de Lerner de justicia distributiva se basa directamente en el utilitarismo y, consecuentemente, no tiene mucha validez para aquellos que no están de acuerdo con el enfoque ético de esa escuela.
Efectivamente, diferentes sistemas de valores tienen perspectivas diferentes sobre el uso del concepto «utilidad» para efectuar juicios morales. Generalmente puntos de vista deontológicos se concentran factores otros que utilidad. Además, muchos marxistas,  kantianos, y algunos  libertarios (como Robert Nozick), sugieren que utilidad es, sino irrelevante como estándar moral, por lo menos no tan importante como otros principios, tales como, por ejemplo, los derechos naturales.

### Aspecto económico
En situaciones reales es a menudo el caso que en muchos países la riqueza existente o la producida no es la suficiente como para proveer un nivel de vida aceptable, así, la distribución igualitaria de la renta total solo serviría —alega Lerner— para distribuir la miseria desde la mayoría a la totalidad. Otra consideración es que la redistribución excesiva de los ingresos pueden reducir el monto total debido a la reducción de incentivos para lograr crecimiento económico. Consecuentemente Lerner argumenta que: «Se debe encontrar un compromiso entre el principio de igualdad y el principio de ofrecer incentivos a fin de aumentar el total de ingresos disponibles para dividir». Desde este punto de vista, debe haber un equilibrio entre la igualdad y los incentivos.
Considerando todo lo anterior la propuesta práctica que Lerner sugiere consiste en un «salario mínimo» (libre de impuestos) para todos los trabajadores, junto a la libertad de los mismos para trabajar horas extras, que serían pagadas según su productividad marginal. Esto puede concretarse en un cierto número de horas de trabajo —por ejemplo: 25 horas a la semana— por las cuales todos reciben el mismo salario y la posibilidad de trabajar cualquier número adicional de horas semanales pagados de acuerdo a criterios convencionales. Esto tendría la ventaja —en la opinión de Lerner— de mantener tanto el principio de distribución eficiente como de incentivar esfuerzos.

## Citas y referencias
1. ↑  «En el utilitarismo de Bentham la satisfacción general de la comunidad es medida por la suma de las satisfacciones o utilidades individuales totales... dado que hay algunas dificultades filosóficas en el significado de "utilidad total" algunos economistas han en su lugar hablado de maximizar utilidad promedio, pero esto envuelve sumar las utilidades totales de los individuos y las dificultades todavía permanecen. Es posible evitar todas esas dificultades si nos referimos en su lugar a utilidad marginal de los individuos derivada del consumo de bienes y servicios. Para comparar las utilidades marginales de los individuos no tenemos que embarcarnos en el mucho mas engorroso problema de medir o incluso estimar la utilidad total de cada individuo». A. P. Lerner: Utilitarian Marginalism (Nozick, Rawls, Justice, and Welfare) (1978- p 54-55)
2. ↑  «La eficiencia distributiva, el principio que controla la división eficiente del ingreso entre los diferentes individuos es exactamente paralelo a eficiencia de producción, el principio que gobierna la asignación de recursos entre sus posibles usos diferentes. Eso se logra por el traslado de cualquier recurso desde cualquier punto en el cual el valor de su producto marginal es menor a uno en el cual es mayor. Solo se obtiene eficiencia productiva cuando esos han sido igualados y subsecuentes traslados son, consecuentemente, inviables. Lo mismo es verdad de la asignación del ingreso de un consumidor entre los diferentes bienes de consumo que le son accesibles. Su asignación eficiente demanda la igualación de las utilidades marginales (que son el producto marginal) de sus gastos diferentes en esos diferentes bienes de consumo». A. P. Lerner: Utilitarian Marginalism (Nozick, Rawls, Justice, and Welfare) (1978- p 55)
3. ↑  Hay «dos aspectos de eficiencia social-eficiencia distributiva en la división o distribución del ingreso social entre los diferentes miembros de la sociedad, y eficiencia productiva en la asignación de los diversos recursos productivos entre sus diferentes usos y de los diferentes bienes de consumo entre los diferentes consumidores de los ingresos así producidos... Mas lógico seria hablar de división del ingreso social y asignación de los diferentes bienes y servicios, pero la separación tradicional en la economía entre “producción” y “distribución” esta demasiado bien establecida. Encontraremos, sin embargo, ocasionalmente conveniente referirnos a eficiencia asignativa (allocative efficiency) para referirnos tanto a los diferentes factores de producción como a los diferentes bienes de consumo y servicio».  A. P Lerner: Utilitarian Marginalism (Nozick, Rawls, Justice, and Welfare) (1978- p 51)
4. ↑  A. P. Lerner: Utilitarian Marginalism (Nozick, Rawls, Justice, and Welfare) (1978- p 55)
5. ↑    Lerner, Abba P. The Economics of Control. New York: Macmillan Co., 1944. p 36
6. ↑  A. P. Lerner: Utilitarian Marginalism (Nozick, Rawls, Justice, and Welfare) (1978- punto V y siguientes. pp 60-65)